# Kabara
Kabara je ostrov fidžijského souostroví Lau. Patří do jižního souostroví Lau. Má rozlohu 31 km².
Ostrované jsou známi svým mistrovským řezbářstvím. Dřevo merbau ze stromu Vesi (Intsia bijuga), které na ostrově rostou, je tradičním materiálem pro dřevořezby. Kácení dřeva obnažilo ostrov zanechajíc pouhých 8 % ostrova pokrytých stromy Vesi. V poslední době byl spuštěn program opětovného zalesnění ostrova, ale stromům trvá 70 – 80 let, nežli vyrostou do své přirozené výšky, a řezbáři jsou pobízeni k tomu, aby používali co nejméně tohoto dřeva tak malé. Jako alternativa se nabízí santalové dřevo, místně nazývané yasi. Na rozdíl od Vesi dorůstá již za 30 až 40 let.
Známý rodák z Kabary je řezbář Jone Lupe, jehož rodina se zabývala řezbářstvím po generace.